# Asturcón (escultura)

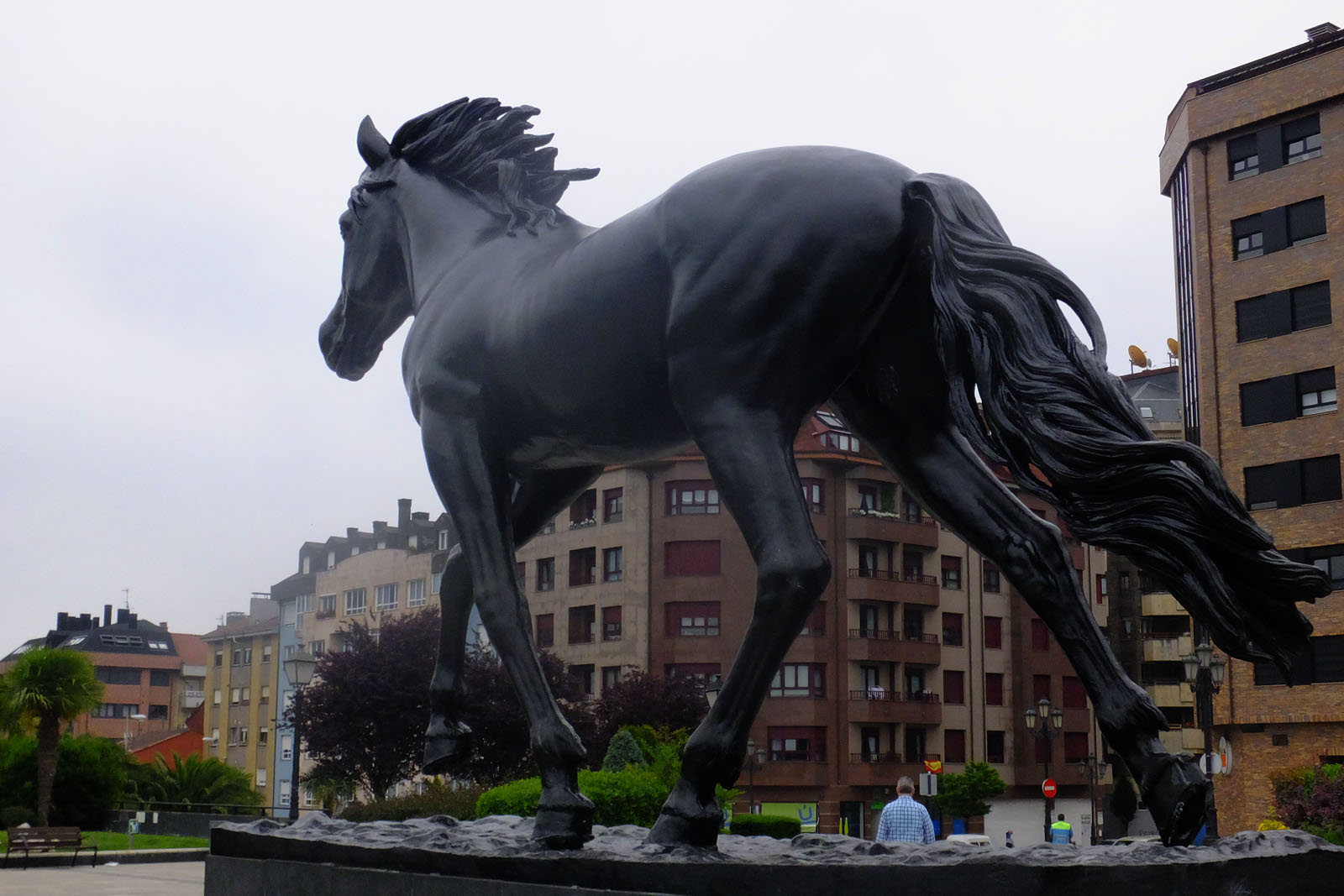
Asturcón.

La escultura urbana conocida por el nombre de Asturcón, ubicada en la plaza de Dolores Medio (barrio de La Argañosa), en la ciudad de Oviedo, Principado de Asturias, España, es una de las más de un centenar que adornan las calles de la mencionada ciudad española.
El paisaje urbano de esta ciudad se ve adornado por obras escultóricas, generalmente monumentos conmemorativos dedicados a personajes de especial relevancia en un primer momento, y más puramente artísticas desde finales del siglo XX.
La escultura, hecha en bronce, es obra de Félix Alonso Arena, y está datada en 2003. La obra está colocada sobre un pedestal y representa el característico caballo de Asturias. Ocupa una de las dos plataformas que constituyen la plaza Dolores Medio, en la que también está ubicada el busto en honor a esta escritora ovetense; la cual fue inaugurada el 16 de marzo de 2003.